# ひとりぼっちの宇宙戦争
「ひとりぼっちの宇宙戦争」（ひとりぼっちのうちゅうせんそう）は、藤子・F・不二雄（発表時は藤子不二雄名義）のSF漫画短編。フレドリック・ブラウンの「闘技場」にインスパイアされた作品と言われている。
1975年（昭和50年）『週刊少年サンデー』37号初出。1983年には『藤子不二雄少年SF短編集』〈てんとう虫コミックス〉第1巻に表題作として初収録。以降2010年現在までに7つの短編集に収録されている（#書誌情報を参照）。1990年には『藤子・F・不二雄のSF短編シアター』内の一編としてOVA化、1994年には森下一仁によって小説化されている（#アニメ・#小説を参照）。

## あらすじ
主人公鈴木太郎は空想的なことが好きな、特に頭が良いわけでもなくこれといった特技も無い中学生。彼は全地球人の中からの無作為選抜によって、地球全ての運命をかけてハデス星と戦う宇宙戦争の戦士に選ばれてしまう。
惑星間の全面戦争は宇宙の国際法で禁止されているため、代闘士と呼ばれる各星の代表をたてて一対一の勝負をさせることで決着をつける。太郎の相手となるハデスの代表は、公平を期すために作られた彼の能力をコピーしたロボットであった。時間が停止した特殊な空間の中で、知力も体力も全く同じながら恐怖やためらいといった人間的感情を持たないロボット相手に、地球の誰もが知ることの無い太郎の孤独な戦いが繰り広げられる。

## アニメ
『藤子・F・不二雄のSF短編シアター』第1巻収録。変更点は他の作品よりも多く、『妹の存在』『楯の使い方』『地球人にしかない武器が明かされないこと』『主人公のコピーがロボットではなく採取した細胞から造られたクローン人間である』『主人公がその武器をあたかも知っているかのように突然叫びだすこと』等が例に挙げられる。

### キャスト
- 鈴木太郎 - 佐々木望
- エミ - 荘真由美
- ハデスA - 柴田秀勝
- ハデスB - 岸野幸正
- 太郎の父 - 田中和実
- 太郎の母 - 中野聖子
- 鈴木マリカ - かないみか
- 先生 - 荒川太郎
- 源田 - 松尾銀三

### スタッフ
- 原作：藤子・F・不二雄
- 脚本：小山真弓
- 監督、コンテ：高本宣弘
- 作画監督、キャラクターデザイン：山内昇寿郎
- 原画：尾鷲英俊、末吉裕一郎
- 動画チェック：阿部毅彦
- 動画：関谷剛志、戒田輝男、犬童竜吾、荒野真理子、新屋真智子、青木美幸
- 美術監督：大野広司
- 背景：スタジオ風雅
- 制作進行：小山洋司
- 色彩設計：山名公枝
- 特殊効果：榊原豊彦
- 仕上：スタジオロビン、スタジオキャッツ、トイハウス、仙台ぎゃろっぷ
- 撮影監督：枝光弘明
- 撮影：小堤勝哉、田村洋、風村久生、赤沢賢二、荒川智志、小林徹、筒井義明、中富広志
- 編集：瀬山武司、足立浩
- 音響監督：明田川進
- 音楽：都留教博
- 効果：サウンドボックス
- 録音：アオイスタジオ
- 音響制作：マジックカプセル
- 音響担当：三間雅文
- 制作協力：メモリーバンク
- 音楽制作：小学館プロダクション、サウンドスタッフ
- 現像：東京現像所
- タイトル：マキ・プロ
- アシスタントプロデューサー：小板橋司
- プロデューサー：浅見勇（小学館）、清松信夫（東宝）、徳永元嘉（スタジオぎゃろっぷ）
- 制作：スタジオぎゃろっぷ

### 主題歌
- オープニングテーマ
  - 無し
- エンディングテーマ
  - 『夜が廻る』　歌：NUDE
  - 作詞：土井晴人　作曲：依知川伸一、甲斐完司、上島隆

## 小説
森下一仁が執筆、加藤直之がイラストを担当した小説化作品。小学館の〈スーパークエスト文庫〉より1994年に発売された。
時間の停止した中で二人の鈴木太郎が戦いを繰り広げるというプロットは原作と同じなものの、細部の設定などはオリジナルになっている。その一つとして、原作では完全に時間が停止していたが、小説版では少しずつではあるが時間が進んでおり、時間の進み方が異なるというものがある。森下一仁によると、この設定は、『サイボーグ009』から思いついたアイディアらしい。

## 書誌情報
以下の短編集に収録されている。特記のない限り藤子・F・不二雄名義、小学館刊。
- 藤子不二雄『藤子不二雄少年SF短編集1 ひとりぼっちの宇宙戦争』〈てんとう虫コミックス〉1983年12月25日初版発行、ISBN 4-09-140701-3
- 『藤子・F・不二雄 SF全短篇2 みどりの守り神』 中央公論社〈中公愛蔵版〉1987年3月20日初版発行、ISBN 4-12-001557-2
- 『少年SF短篇4 おれ、夕子』中央公論社〈藤子不二雄ランド〉通巻239巻、1989年5月19日初版発行、ISBN 4-12-410239-9
- 『藤子・F・不二雄少年SF短編集1 未来ドロボウ』〈小学館コロコロ文庫〉 1996年05月20日初版発行（4月26日発売[3]）、ISBN 4-09-194035-8
- 『藤子・F・不二雄SF短編PERFECT版3 俺と俺と俺』2000年10月20日初版発行（9月25日発売[4]）、ISBN 4-09-176203-4
- 『少年SF短編1』〈藤子・F・不二雄大全集〉通巻074巻、2010年9月29日初版第一刷発行（9月24日発売[5]）、ISBN 978-4-09-143439-5、A5判
- 『藤子・F・不二雄SF短編集』〈My First BIG〉廉価版
- 小説/森下一仁、原作/藤子・F・不二雄『ひとりぼっちの宇宙戦争』小学館〈スーパークエスト文庫〉1994年6月、ISBN 4-09-440231-4